# 通緝

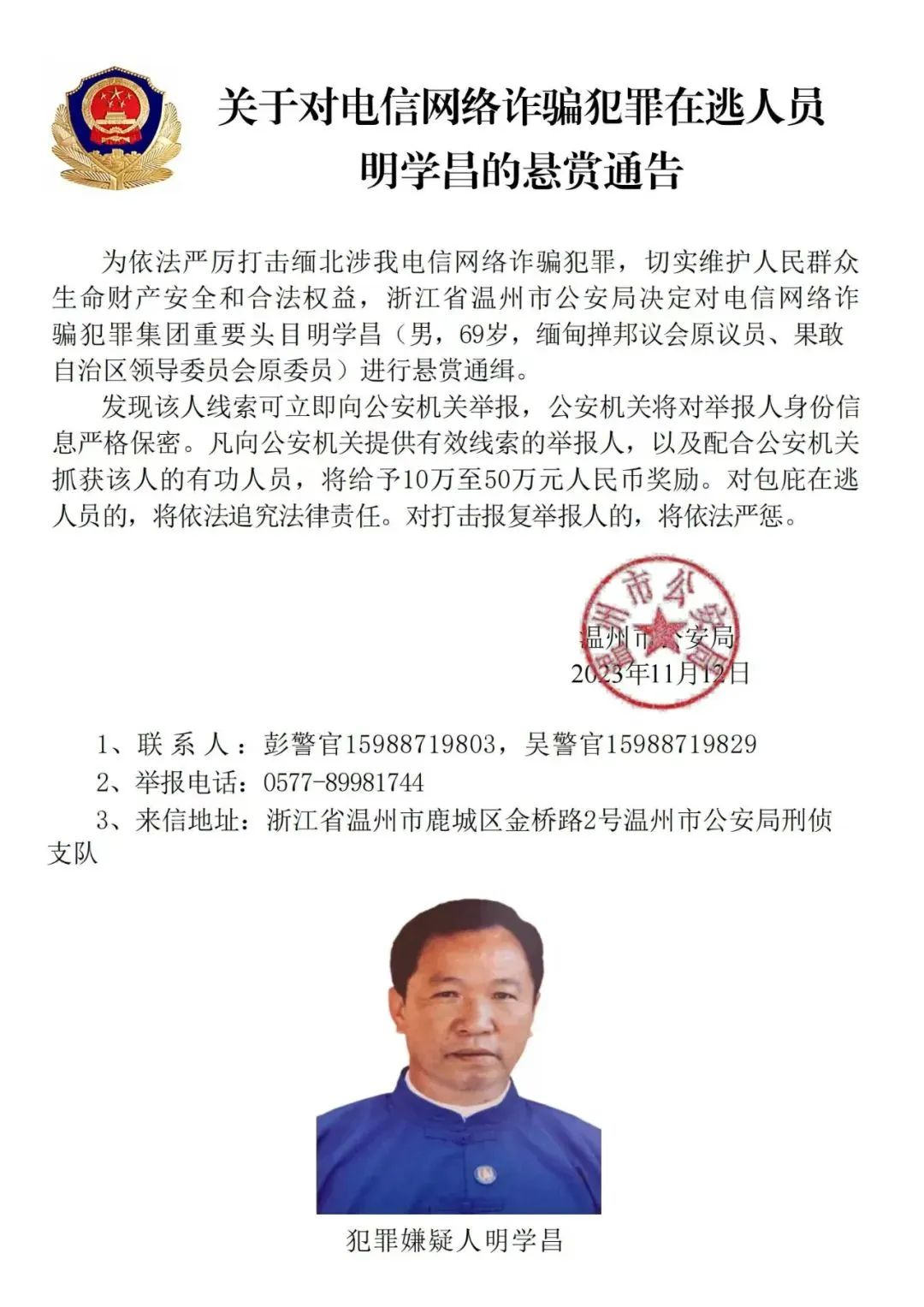
温州市公安局发出的对明学昌的通缉令，其中包括了被悬赏者的个人信息、照片、所涉罪行、悬赏金、悬赏者的联系方式等通缉令中常见的要素。

通緝是指警察、法庭等执法机关搜捕在逃嫌疑犯的行为。为了尽快逮捕嫌犯，执法机关通常会面向社会发布通緝令，其中會提及案情、被通緝人士個人資料及賞金等信息。
在中國古代，有江湖人物以尋找通緝犯，交官府為事業。在美國牛仔電影中，也有以捉通緝犯為業的人物角色，常稱為「賞金獵人」。

## 部分個案
- 呂樂：香港著名的「華探長」，原香港警务处刑事侦缉处前总探长，因涉嫌贪污被通缉，2010年在加拿大温哥華病逝，終身未被香港政府逮捕。
- 馬惜珍：香港黑帮成员与商人，因涉嫌贩毒棄保潛逃臺灣，2015年在臺病逝，終身未被香港政府逮捕。
- 張五常：香港經濟學家，因涉嫌在美國逃稅，2003年起被美國通緝在案。
- 周正毅：中国商人，被香港廉政公署通緝，控罪包括串謀詐騙、虛假陳述。因经济犯罪已在中国内地被判处有期徒刑，目前服刑中。
- 賴昌星：中国商人，遠華案主犯，與家人潛逃加拿大，被中華人民共和國公安部通緝，2011年被加拿大政府遣返，后获刑。
- 林毅夫：原中華民國陸軍上尉，1979年5月16日叛逃至中国大陆，被中華民國國防部通緝在案。目前林毅夫在台湾仍然是“敵前叛逃的罪犯”，若返鄉即以軍法審理。
- 王又曾：原力霸東森企業集團負責人，因涉嫌掏空集團資產遭台北地方法院通緝在案，2016年5月29日在洛杉磯因車禍死亡。
- 彭文正：2021年11月，檢方認為其涉「誹謗」總統蔡英文學歷造假，遭起訴但未到庭，且滯留美國，台北地方法院認為彭文正有逃亡事實，依刑事訴訟法第84條規定，予以通緝。
- 奧薩瑪·賓拉登：原基地组织首脑，因策划911事件等恐怖活动被美国聯邦調查局列为十大通緝人士之一。美國總統奧巴馬2011年5月1日在白宮宣布，蓋達組織領導人賓拉登已經被美國軍方擊斃。
- 艾曼·扎瓦希里：原蓋達組織首腦，因策划911事件等恐怖活动被美国通缉，懸賞金額2500萬美元（世界最高），於2022年7月31日遭美軍無人機擊斃。
- 維克多·亞努科維奇：原乌克兰总理、总统，2014年2月叛逃俄罗斯并请求俄国军事干预导致俄国吞并克里米亚在内的乌克兰领土，遭乌克兰方面叛国罪指控并向国际刑警组织发出红色通缉令，2019年遭缺席判处罪名成立判处13年监禁，目前仍在逃。
- 桐島聰：1970年日本新左翼无政府主义恐怖分子，曾制造多起恐怖爆炸案，1977年起被日本警方通缉，之后隐匿五十多年，直到2024年1月25日以化名“内田洋”入院就医并公开自己的身份，最终于1月29日因病逝世，警方之后通过DNA鉴定基本确认身份无误。

## 傳票
- 是票券之一，由法庭發出，用意提醒罰款已經過期，或通知出席聆訊。

## 相關
- 鄭南榕：中華民國政治評論人，1989年1月21日收到「涉嫌叛亂」傳票，因此自焚。
- 红色通缉令
- 奇茲米勒對多佛學區案
- 東方日報藐視法庭案
- 刑事訴訟
- 远华案
- 攝理教會
- 鄭明析
- 劉家昌
- 呂樂
- 曾启荣
- 游月霞
- 他信

## 外部参考
- 廉政公署：主要被通緝人士（香港）列表 （页面存档备份，存于）
- 美國聯邦調查局十大通緝人士列表 （页面存档备份，存于）
- 香港警務處通緝人士